# Calyptraeidae
Calyptraeidae is een familie van weekdieren uit de klasse van de Gastropoda (slakken).

## Geslachten
- Bicatillus Swainson, 1840 †
- Bostrycapulus Olsson & Harbison, 1953
- Calyptraea Lamarck, 1799
- Crepidula Lamarck, 1799
- Crepipatella Lesson, 1831
- Crucibulum Schumacher, 1817
- Desmaulus Rehder, 1943
- Ergaea H. Adams & A. Adams, 1854
- Grandicrepidula McLean, 1995
- Maoricrypta Finlay, 1926
- Sigapatella Lesson, 1831
- Taimyroconus Guzhov, 2015 †
- Trochita Schumacher, 1817